# Pirenzepină
Pirenzepina este un parasimpatolitic ce reduce secreția acidă gastrică și spasmele musculare, fiind utilizat în tratamentul ulcerelor gastroduodenale. Este un antagonist selectiv al receptorilor muscarinici M1.